# Mycoplasma citelli
Mycoplasma citelli è una specie di batterio appartenente alla famiglia delle Mycoplasmataceae.